# Evil Toons
Evil Toons es una película de terror que combina secuencias de animación con secuencias en imagen real. Dirigida por Fred Olen Ray y protagonizada por David Carradine fue estrenada por primera vez en 1992.

## Sinopsis argumental
Cuatro chicas se encuentran en una casa abandonada para hacer la limpieza, cuando aparece un hombre que les entrega un libro. Una de las chicas inocentemente pronuncia la fórmula mágica en el libro, la cual da vida a un demonio y se materializa en forma de dibujos animados. El demonio viola a una de las chicas y entra en el cuerpo de su víctima para convertirla en un demonio sexy.

## Reparto
- David Carradine es Gideon Fisk.
- Arte Johnson es Sr. Hinchlow
- Dick Miller es Burt.
- Monique Gabrielle es Megan.
- Suzanne Ager es Terry.
- Madison Stone es Roxanne.
- Barbara Dare es Jan.
- Don Dowe es Biff
- Michelle Bauer as Sra. Burt

## Lanzamiento en DVD
El 4 de mayo de 2010, Infinity Entertainment Group, publicó la edición de 20º aniversario en DVD